# Вільям Джеймс Ґейдж
Сер Вільям Джеймс Ґейдж (16 вересня 1849 — 14 січня 1921) — канадський педагог, підприємець і філантроп.

## Життя і кар'єра
Ґейдж народився в містечку Торонто, Західна Канада (тепер ця місцевість лежить між Міссісаґою і Брамптоном), в сім'ї Ендрю Альберта Ґейджа та Мері Джейн Ґрафтон. Він здобув освіту в Брамптоні та в Нормальній школі Торонто. Ґейдж викладав три роки, а потім недовго вивчав медицину.
Він влаштувався бухгалтером у видавництво Adam Miller and Company. Після смерті Міллера в 1875 році Ґейдж став партнером у цьому бізнесі. У 1879 році фірма була перейменована на WJ Gage &amp; Co. Компанія в основному спеціалізувалась на підручниках, але також продавала письмовий папір і конверти. У 1880 році він одружився з Іною Бернсайд.
Ґейдж був одним із засновників Національної санітарної асоціації та створив кілька лікувальних закладів для боротьби з туберкульозом. З 1893 по 1895 рік Ґейдж був одним із власників Toronto Evening Star. Він допоміг сформувати Об'єднану торгову раду Онтаріо та був її першим президентом.
Він був головою групи, яка виступала проти трамвайного руху по неділях. Він також лобіював розвиток набережної Торонто. Ґейдж був директором Імперського банку Канади, Трейдерського банку Канади, цукрової компанії Онтаріо та Англо-американської пожежної страхової компанії. Він також був головою Торонтського відділення Вікторіанського ордену медсестер. Ґейджеві було надане дворянство в 1917 році.
Ґейдж пожертвував землю місту Брамптон для використання громадським парком; зараз це частина Ґейдж-Парку в Брамптоні. Він помер у своєму маєтку в Торонто у віці 71 року після перенесеного інсульту.